# Efekt Emersona

Efekt Emersona. Natężenie fotosyntezy mierzone w monochromatycznym świetle o długości fali 671 nm i 700 nm oraz po zastosowaniu obu długości fal jednocześnie.

Efekt Emersona – gwałtowny wzrost efektywności fotosyntezy na skutek naświetlania komórek zdolnych do prowadzenia tego procesu jednocześnie dwoma źródłami światła monochromatycznego o długości fali 700 i 671 nanometra, w stosunku do efektywności tego procesu, gdy prowadzi się naświetlanie tylko jednym z tych źródeł. Z badań Emersona wysnuto wniosek, że dla efektywnego zachodzenia fotosyntezy konieczne jest współdziałanie dwóch układów barwników. Te układy barwników okazały się fotoukładami biorącymi udział w fotosyntetycznym transporcie elektronów.